# Turi Pandolfini
Pour les articles homonymes, voir Pandolfini.
Turi Pandolfini (né le 10 novembre 1883 à Catane et mort dans la même ville le 6 mars 1962) est un acteur italien.

## Biographie
Turi Pandolfini commence sa carrière sur les planches, dans la pièce San Giovanni decollato, de Nino Martoglio, au sein de la compagnie théâtrale Drammatica Compagnia Siciliana Marinella Bragaglia - Angelo Musco créée par son oncle, le comédien de théâtre et de cinéma Angelo Musco.
Il fait sa première apparition sur grand écran en novembre 1917 dans le court métrage muet San Giovanni decollato, inspiré de cette même pièce et réalisé par Telemaco Ruggeri.
Quatorze plus tard, âgé de 47 ans, il est au générique de La stella del cinema, de
Mario Almirante et, en 1934 de 1860 d'Alessandro Blasetti, film sur l'expédition des Mille. Outre l'unique court métrage, sa filmographie comporte 46 participations à des longs métrages, dont deux, L'Art de se débrouiller (L'arte di arrangiarsi), de Luigi Zampa et L'Étrangère à Rome (Tre straniere a Roma), de Claudio Gora pour lesquels il n'est pas crédité et elle est essentiellement concentrée dans les années 1950 avec 36 films.
Plus de 30 réalisateurs, tous italiens, l'ont fait tourner ; trois, Alessandro Blasetti, Raffaello Matarazzo et Luigi Zampa l'ont engagé à trois reprises, alors qu'il figure au générique de deux films de six réalisateurs, Giorgio Bianchi, Guido Brignone, Luigi Capuano, Lionello De Felice, Gianni Franciolini et Giorgio Simonelli.
Doté d'un accent sicilien et d'un physique peu engageant, Turi Pandolfini a souvent été cantonné dans des rôles d'homme d'âge avancé, grincheux et colérique.

## Filmographie partielle
- 1917 : San Giovanni decollato, de Telemaco Ruggeri
- 1934 : 1860 d'Alessandro Blasetti : un citoyen sicilien
- 1949 : Au nom de la loi (In nome della legge), de Pietro Germi : Don Fifì
- 1952 : Heureuse Époque (Altri tempi - Zibaldone n. 1) d'Alessandro Blasetti
- 1953 : Les Gaîtés de la correctionnelle (Un giorno in pretura), de Steno : le greffier
- 1953 : Un dimanche romain (La domenica della buona gente) d'Anton Giulio Majano
- 1953 : Nous... les coupables (Noi peccatori), de Guido Brignone : le vieux collègue
- 1953 : Légion étrangère (Legione straniera), de Basilio Franchina : Gennaro
- 1953 : Verdi (Giuseppe Verdi), de Raffaello Matarazzo : l'employé du Mont-de-piété
- 1954 : Les Coupables (Processo alla città), de Luigi Zampa : Don Filippetti
- 1954 : Quelques pas dans la vie (Tempi nostri), d'Alessandro Blasetti
- 1954 : L'Esclave du péché (La schiava del peccato) de Raffaello Matarazzo
- 1954 : L'Amour au collège (Terza liceo), de Luciano Emmer : Scandurra, le professeur d'histoire
- 1954 : L'Art de se débrouiller (L'arte di arrangiarsi), de Luigi Zampa : un prisonnier (non crédité)
- 1955 : Ces demoiselles du téléphone (Le signorine dello 04), de Gianni Franciolini
- 1955 : Cette folle jeunesse (Racconti romani), de Gianni Franciolini : un client du coiffeur
- 1956 : Una pelliccia di visone de Glauco Pellegrini
- 1956 : Questa è la vita, de Aldo Fabrizi, Giorgio Pàstina, Mario Soldati et Luigi Zampa : Zi' Dima
- 1956 : Un siècle d'amour (Cento anni d'amore), de Lionello De Felice
- 1958 : L'Étrangère à Rome (Tre straniere a Roma), de Claudio Gora : Turiddu (non crédité)